# Elisa Longo Borghini
Elisa Longo Borghini (født 10. december 1991) er en italiensk professionel cykelrytter, der kører for UAE Team ADQ.

## Karriere
Longo Borghini vandt bronze ved VM i landevejscykling 2012 i kvindernes linjeløb.
Hun vandt også bronze i kvindernes linjeløb ved OL i Rio i 2016.
Den 30. september 2014 blev det annonceret, at hun ville køre for Wiggle-Honda fra 2015.

## Familie
Hun er datter af cross country skiløberen Guidina Dal Sasso. Hendes storebror Paolo Longo Borghini er også professionel cykelrytter.